# Nissan R90C
 (août 2017).
Si vous disposez d'ouvrages ou d'articles de référence ou si vous connaissez des sites web de qualité traitant du thème abordé ici, merci de compléter l'article en donnant les références utiles à sa vérifiabilité et en les liant à la section « Notes et références ».
Chronologie des modèles
Nissan R89C Nissan R91CP
La Nissan R90C est une voiture de course du FIA Groupe C développée et construite par Lola Cars pour Nissan dans le but de participer au championnat du monde des voitures de sport et au championnat du Japon de sport-prototypes. Les voitures ayant comme base la R90C ont concouru jusqu'en 1993, avant que Nissan se retire des courses de voitures de sport pour ne revenir qu'en 1997. Elles ont remporté trois championnats du Japon de sport-prototypes et plusieurs courses d'endurance.

## Développement

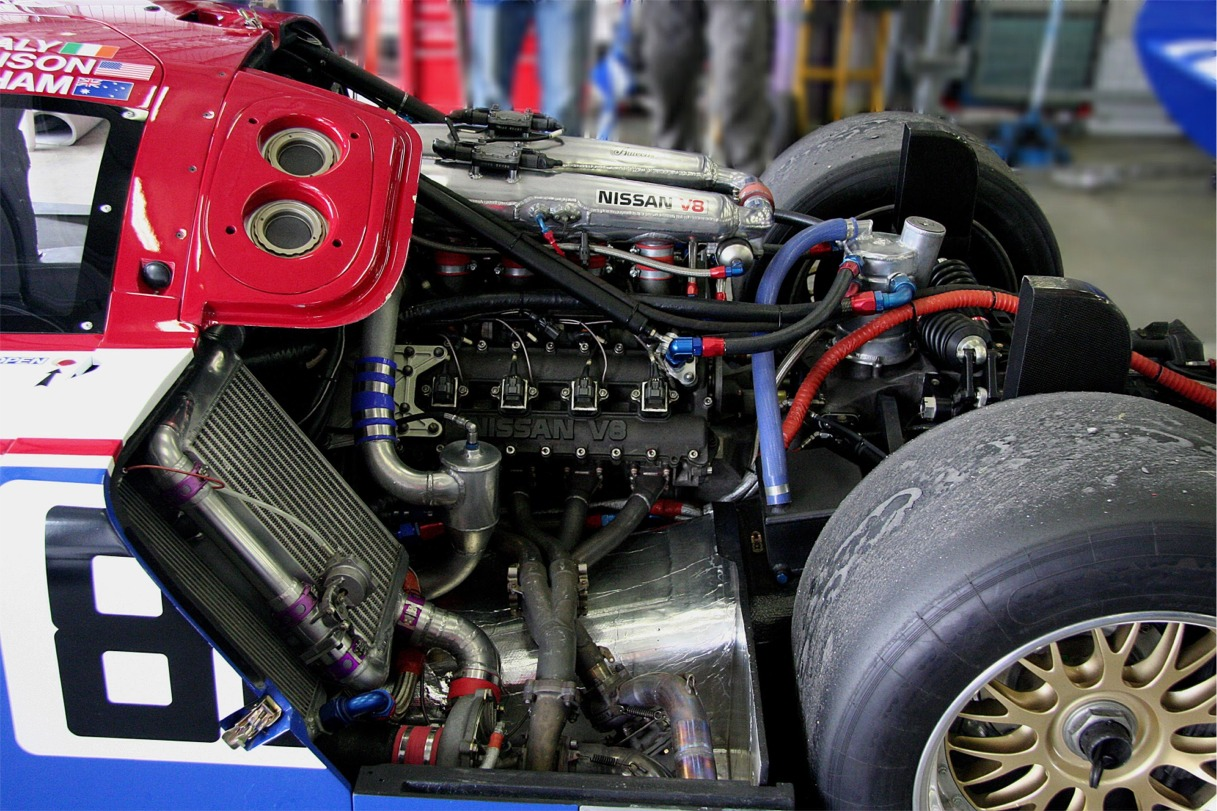
Le moteur de la R90CK.

Mécaniquement, la Nissan R90C a beaucoup en commun avec sa devancière, la Nissan R89C. La construction du châssis est similaire ainsi que la disposition mécanique. Le Nissan V8 VRH35Z de 3,5 litres à double turbocompresseur qui a fait ses débuts avec la Nissan R89C est conservé dans le cadre de la conception la Nissan R90C. Bien que mécaniquement similaires, les châssis sont nouveaux, ce qui amène Lola Cars à nommer ses coques T90/10, la Nissan R89C étant nommée T89/10.
La Nissan R89C est un compromis car, à l'époque, Nissan concourait avec des R89C en championnat du monde des voitures de sport et en championnat du Japon de sport-prototypes. Nissan a ainsi développé deux voitures différentes. Si Lola construit le châssis de base, Nissan Motorsports Europe développe dans son atelier le design de la R90CK tandis qu'en parallèle, la R90CP est construite au siège de Nismo au Japon dans une configuration de faible appui et de haute vitesse. Chacune des deux versions de la 90C possède donc son design propre.

## Liens externes

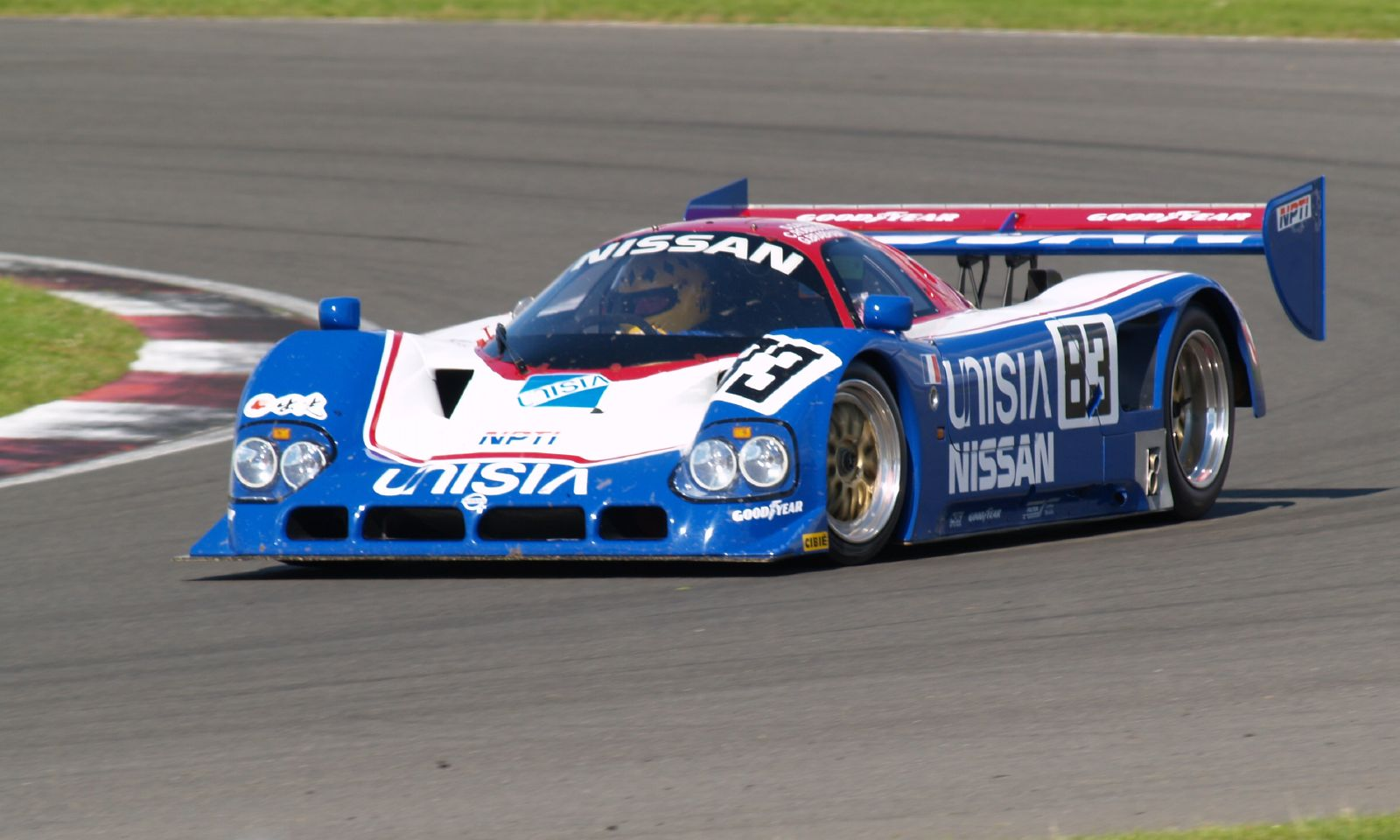
Nissan R90CK à Silverstone Classic en 2017.

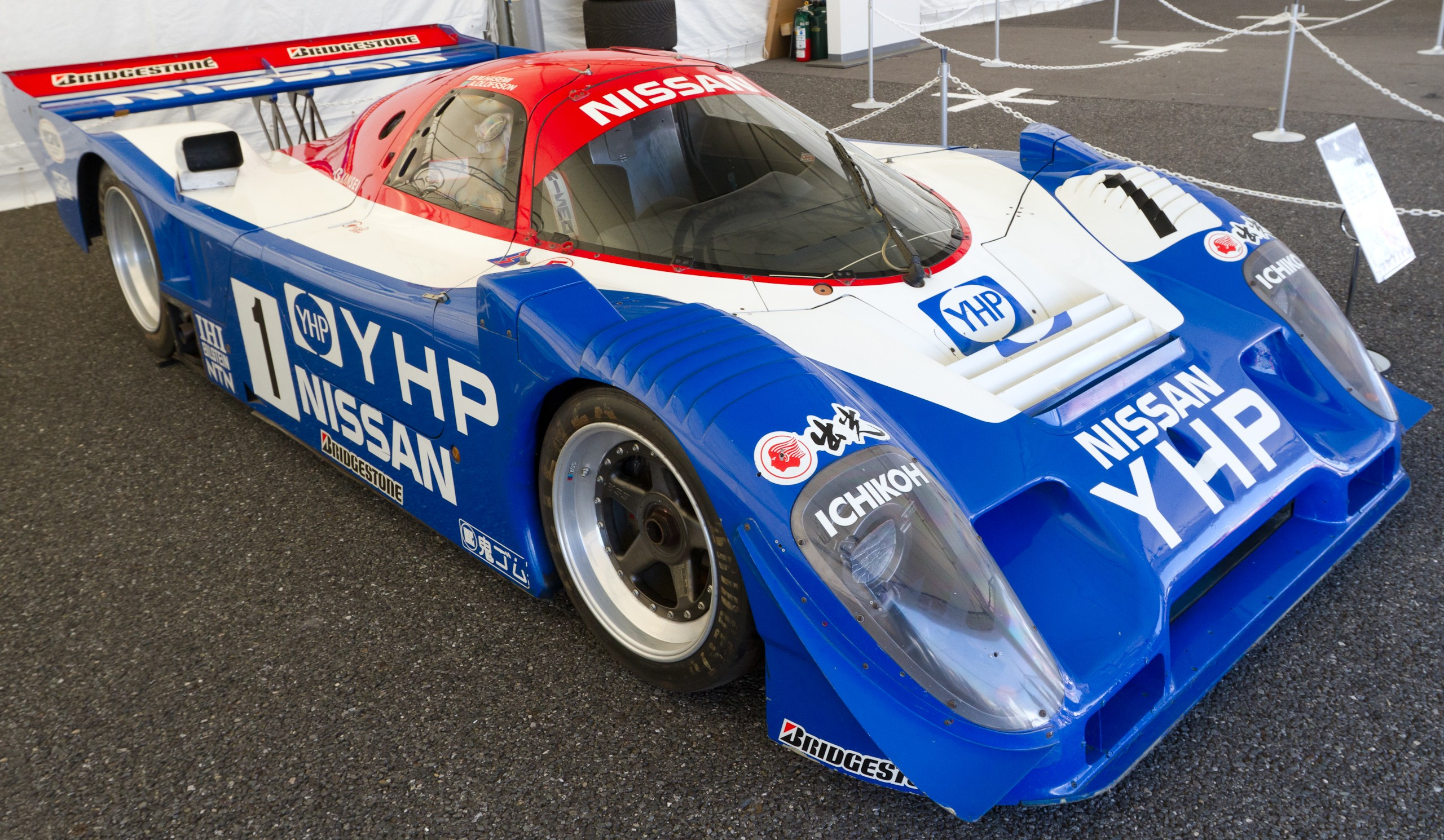
Nissan R90CP en 2011.

## Résultats sportifs
| Course                             | Date         | no | Écurie                           | Pilotes                                | Châssis                     | Classement |
| Course                             | Date         | no | Écurie                           | Pilotes                                | Moteur                      | Classement |
| ---------------------------------- | ------------ | -- | -------------------------------- | -------------------------------------- | --------------------------- | ---------- |
| Fujifilm Cup (480 km)              | 8 avril      | 23 | Nissan Motorsports International | Kazuyoshi Hoshino Andrew Gilbert-Scott | Nissan R90CP-#R89-02        | Abandon    |
| Fujifilm Cup (480 km)              | 8 avril      | 23 | Nissan Motorsports International | Kazuyoshi Hoshino Andrew Gilbert-Scott | Nissan VRH35Z 3.5L Turbo V8 | Abandon    |
| Trofeo Caracciolo (480 km)         | 29 avril     | 23 | Nissan Motorsports International | Kenny Acheson Julian Bailey            | Nissan R90CK-#03            | 7e         |
| Trofeo Caracciolo (480 km)         | 29 avril     | 23 | Nissan Motorsports International | Kenny Acheson Julian Bailey            | Nissan VRH35Z 3.5L Turbo V8 | 7e         |
| Trofeo Caracciolo (480 km)         | 29 avril     | 24 | Nissan Motorsports International | Mark Blundell Gianfranco Brancatelli   | Nissan R90CK-#04            | Adandon    |
| Trofeo Caracciolo (480 km)         | 29 avril     | 24 | Nissan Motorsports International | Mark Blundell Gianfranco Brancatelli   | Nissan VRH35Z 3.5L Turbo V8 | Adandon    |
| British Empire Trophy (480 km)     | 20 mai       | 23 | Nissan Motorsports International | Kenny Acheson Julian Bailey            | Nissan R90CK-#01            | Abandon    |
| British Empire Trophy (480 km)     | 20 mai       | 23 | Nissan Motorsports International | Kenny Acheson Julian Bailey            | Nissan VRH35Z 3.5L Turbo V8 | Abandon    |
| British Empire Trophy (480 km)     | 20 mai       | 24 | Nissan Motorsports International | Mark Blundell Gianfranco Brancatelli   | Nissan R90CK-#04            | Non Classé |
| British Empire Trophy (480 km)     | 20 mai       | 24 | Nissan Motorsports International | Mark Blundell Gianfranco Brancatelli   | Nissan VRH35Z 3.5L Turbo V8 | Non Classé |
| 480 km de Spa                      | 3 juin       | 23 | Nissan Motorsports International | Kenny Acheson Julian Bailey            | Nissan R90CK-#03            | 7e         |
| 480 km de Spa                      | 3 juin       | 23 | Nissan Motorsports International | Kenny Acheson Julian Bailey            | Nissan VRH35Z 3.5L Turbo V8 | 7e         |
| 480 km de Spa                      | 3 juin       | 24 | Nissan Motorsports International | Mark Blundell Gianfranco Brancatelli   | Nissan R90CK-#04            | 10e        |
| 480 km de Spa                      | 3 juin       | 24 | Nissan Motorsports International | Mark Blundell Gianfranco Brancatelli   | Nissan VRH35Z 3.5L Turbo V8 | 10e        |
| 480 km de Dijon                    | 22 juillet   | 23 | Nissan Motorsports International | Julian Bailey Mark Blundell            | Nissan R90CK-#06            | 3e         |
| 480 km de Dijon                    | 22 juillet   | 23 | Nissan Motorsports International | Julian Bailey Mark Blundell            | Nissan VRH35Z 3.5L Turbo V8 | 3e         |
| 480 km de Dijon                    | 22 juillet   | 24 | Nissan Motorsports International | Kenny Acheson Gianfranco Brancatelli   | Nissan R90CK-#04            | 21e        |
| 480 km de Dijon                    | 22 juillet   | 24 | Nissan Motorsports International | Kenny Acheson Gianfranco Brancatelli   | Nissan VRH35Z 3.5L Turbo V8 | 21e        |
| ADAC Sportwagen WM (480 km)        | 19 août      | 23 | Nissan Motorsports International | Mark Blundell                          | Nissan R90CK-#06            | 5e         |
| ADAC Sportwagen WM (480 km)        | 19 août      | 23 | Nissan Motorsports International | Mark Blundell                          | Nissan VRH35Z 3.5L Turbo V8 | 5e         |
| ADAC Sportwagen WM (480 km)        | 19 août      | 24 | Nissan Motorsports International | Kenny Acheson Gianfranco Brancatelli   | Nissan R90CK-#03            | 9e         |
| ADAC Sportwagen WM (480 km)        | 19 août      | 24 | Nissan Motorsports International | Kenny Acheson Gianfranco Brancatelli   | Nissan VRH35Z 3.5L Turbo V8 | 9e         |
| Shell Donington Trophy (480 km)    | 2 septembre  | 23 | Nissan Motorsports International | Julian Bailey Mark Blundell            | Nissan R90CK-#06            | 6e         |
| Shell Donington Trophy (480 km)    | 2 septembre  | 23 | Nissan Motorsports International | Julian Bailey Mark Blundell            | Nissan VRH35Z 3.5L Turbo V8 | 6e         |
| Shell Donington Trophy (480 km)    | 2 septembre  | 24 | Nissan Motorsports International | Kenny Acheson Gianfranco Brancatelli   | Nissan R90CK-#03            | 4e         |
| Shell Donington Trophy (480 km)    | 2 septembre  | 24 | Nissan Motorsports International | Kenny Acheson Gianfranco Brancatelli   | Nissan VRH35Z 3.5L Turbo V8 | 4e         |
| Mondial Players Ltd. (480 km)      | 23 septembre | 23 | Nissan Motorsports International | Julian Bailey Mark Blundell            | Nissan R90CK-#06            | 2          |
| Mondial Players Ltd. (480 km)      | 23 septembre | 23 | Nissan Motorsports International | Julian Bailey Mark Blundell            | Nissan VRH35Z 3.5L Turbo V8 | 2          |
| Mondial Players Ltd. (480 km)      | 23 septembre | 24 | Nissan Motorsports International | Kenny Acheson                          | Nissan R90CK-#01            | 5e         |
| Mondial Players Ltd. (480 km)      | 23 septembre | 24 | Nissan Motorsports International | Kenny Acheson                          | Nissan VRH35Z 3.5L Turbo V8 | 5e         |
| Trofeo Hermanos Rodriguez (480 km) | 7 octobre    | 23 | Nissan Motorsports International | Julian Bailey Mark Blundell            | Nissan R90CK-#06            | 2e         |
| Trofeo Hermanos Rodriguez (480 km) | 7 octobre    | 23 | Nissan Motorsports International | Julian Bailey Mark Blundell            | Nissan VRH35Z 3.5L Turbo V8 | 2e         |
| Trofeo Hermanos Rodriguez (480 km) | 7 octobre    | 23 | Nissan Motorsports International | Kenny Acheson Gianfranco Brancatelli   | Nissan R90CK-#01            | 4e         |
| Trofeo Hermanos Rodriguez (480 km) | 7 octobre    | 23 | Nissan Motorsports International | Kenny Acheson Gianfranco Brancatelli   | Nissan VRH35Z 3.5L Turbo V8 | 4e         |

| Course            | Date          | no | Écurie             | Pilotes                                            | Châssis                     | Classement |
| Course            | Date          | no | Écurie             | Pilotes                                            | Moteur                      | Classement |
| ----------------- | ------------- | -- | ------------------ | -------------------------------------------------- | --------------------------- | ---------- |
| 24 Heures du Mans | 16 au 17 juin | 23 | Nissan Motorsports | Masahiro Hasemi Kazuyoshi Hoshino Toshio Suzuki    | Nissan R90CP-#R89-02        | 4e         |
| 24 Heures du Mans | 16 au 17 juin | 23 | Nissan Motorsports | Masahiro Hasemi Kazuyoshi Hoshino Toshio Suzuki    | Nissan VRH35Z 3.5L Turbo V8 | 4e         |
| 24 Heures du Mans | 16 au 17 juin | 24 | Nissan Motorsports | Mark Blundell Julian Bailey Gianfranco Brancatelli | Nissan R90CK-#03            | Abandon    |
| 24 Heures du Mans | 16 au 17 juin | 24 | Nissan Motorsports | Mark Blundell Julian Bailey Gianfranco Brancatelli | Nissan VRH35Z 3.5L Turbo V8 | Abandon    |
| 24 Heures du Mans | 16 au 17 juin | 25 | Nissan Motorsports | Kenny Acheson Martin Donnelly Olivier Grouillard   | Nissan R90CK-#04            | Abandon    |
| 24 Heures du Mans | 16 au 17 juin | 25 | Nissan Motorsports | Kenny Acheson Martin Donnelly Olivier Grouillard   | Nissan VRH35Z 3.5L Turbo V8 | Abandon    |
| 24 Heures du Mans | 16 au 17 juin | 83 | Nissan Motorsports | Geoff Brabham Chip Robinson Derek Daly             | Nissan R90CK-#05            | Abandon    |
| 24 Heures du Mans | 16 au 17 juin | 83 | Nissan Motorsports | Geoff Brabham Chip Robinson Derek Daly             | Nissan VRH35Z 3.5L Turbo V8 | Abandon    |
| 24 Heures du Mans | 16 au 17 juin | 84 | Nissan Motorsports | Steve Millen (en) Michael Roe Bob Earl             | Nissan R90CK-#02            | 17e        |
| 24 Heures du Mans | 16 au 17 juin | 84 | Nissan Motorsports | Steve Millen (en) Michael Roe Bob Earl             | Nissan VRH35Z 3.5L Turbo V8 | 17e        |